# Eorcenberht
Eorcenberht est roi de Kent de 640 à sa mort, le 14 juillet 664.

## Biographie
Eorcenberht est l'un des deux fils connus du roi Eadbald et de sa deuxième épouse, la princesse franque Ymme. Il succède à son père sur le trône à sa mort, en 640. D'après certaines versions de la « légende de sainte Mildrith », son frère Eormenred aurait partagé la royauté avec lui. D'autres cas de double royauté sont connus dans l'histoire du royaume du Kent, ce qui plaide en faveur d'un tel partage. La légende rapporte qu'Eormenred meurt avant son frère et lui confie ses fils Æthelred et Æthelberht.
D'après Bède le Vénérable, Eorcenberht, troisième roi chrétien de Kent après son père et son grand-père Æthelberht, ordonne la destruction des idoles païennes et le respect du Carême dans tout son royaume. Il épouse Seaxburh, la fille du roi Anna d'Est-Anglie. On leur connaît quatre enfants : deux fils, Ecgberht et Hlothhere, et deux filles, Eorcengota et Ermenilda. Cette dernière devient la femme du roi Wulfhere de Mercie. Ces mariages témoignent du prestige considérable dont bénéficie toujours la famille royale du Kent.
Eorcenberht meurt le 14 juillet 664, le même jour que l'archevêque de Cantorbéry Deusdedit. Tous deux sont vraisemblablement victimes de l'épidémie de peste qui frappe les îles Britanniques cette année-là. Son fils Ecgberht lui succède sur le trône du Kent.